# چاد کولتگن
چاد کولتگن (انگلیسی: Chad Kultgen؛ زادهٔ ۱۶ ژوئن ۱۹۷۶) رمان‌نویس، فیلم‌نامه‌نویس و تهیه‌کننده فیلم اهل ایالات متحده آمریکا است.
فیلم مردان، زنان و کودکان از کتاب او در سال ۲۰۱۴ اقتباس شده‌است.

## آثار
- مرد متوسط آمریکایی (۲۰۰۷)
- دروغ (۲۰۰۹)
- مردان، زنان و کودکان (۲۰۱۱)
- ازدواج متوسط آمریکایی (۲۰۱۳)
- نور تاریک (۲۰۱۴)
- حیوانات عجیب و غریب (۲۰۱۵)